# Alekséi Razumovski
El conde Alekséi Grigórievich Razumovski (en ruso Алексей Григорьевич Разумовский y en ucraniano Олексій Григорович Розумовський u Oleksiy Hryhórovych Rozumovsky; 1709-1771) fue un cosaco ucraniano que llegó a ser el amante y, presuntamente, cónyuge en secreto de la emperatriz rusa Isabel I o Isabel Petrovna, la segunda hija de Pedro I. Hermano mayor de Kiril Razumovski.

## Primeros años
Alekséi Razumovski nació el 17 de marzo de 1709 (28 de marzo en calendario gregoriano) en una granja cercana a Chernígov, Ucrania, en el seno de una familia de un cosaco ucraniano registrado, Grigori Rózum. En su juventud fue pastor, y luego fue educado para leer y escribir en la escuela rural. Tenía una buena voz, por lo cual cantaba en el coro de la iglesia del pueblo. En 1731, el coronel Vyshnevski, una de las personalidades de la corte de la emperatriz Ana de Rusia o Ana Ioánnovna, quedó sorprendido por la voz del joven, y lo llevó a San Petersburgo para unirse al coro de la capilla de la Corte de San Petersburgo.
La belleza y el talento de Razumovski cautivaron a Isabel Petrovna, que lo llevó a la Corte imperial en 1732. Tras la deportación de Alekséi Shubin, Razumovski lo reemplazó como favorito de la emperatriz. Tras perder su voz, fue aceptado para un puesto como músico de la corte, tocando la bandura, y luego fue nombrado como gestor de una de sus mansiones. Recibió el rango de hof-quartermeister, y supervisaba la corte de Isabel Petrovna. Durante el reinado de Ana Leopóldovna recibió el título de Kámer-Yúnker.

## Reinado de Isabel I
Alekséi Razumovski jugó un importante papel en la revolución de palacio que tuvo lugar entre el 25 y el 26 de noviembre (entre el 6 y 7 de diciembre en el calendario gregoriano) de 1741 que hizo que Isabel I llegara al trono. El 30 de diciembre, fue aceptado como teniente-general. El día de la coronación (25 de abril) fue nombrado mariscal. También recibió otros títulos como la Orden de San Andrés, la Orden de Santa Ana o la Orden de San Alejandro Nevski, así como numerosas propiedades en Moscú y otros lugares.
Se ha especulado sobre la posibilidad de que hubiese contraído matrimonio en secreto con Isabel I en una iglesia rural de Perovo (hoy una parte de Moscú) en otoño del año 1742. Dos años después recibió el título de duque real reichsgraf (рейхграф en ruso) de manos de Carlos VII del Sacro Imperio Romano, siendo nombrado conde en Rusia ese mismo año. En 1745 se convirtió en teniente-capitán de la Guardia Leib, y en 1748 fue ascendido a teniente-coronel del mismo cuerpo. El 5 de septiembre (16 de septiembre en el calendario gregoriano) recibió el rango de mariscal de Campo.
Durante el reinado de Isabel I, Razumovski mantuvo una posición exclusiva en la corte (si bien en los últimos años rivalizó con el más joven Iván Shuválov, cofundador de la Universidad de Moscú); en 1744, la emperatriz llegó incluso a visitar su pueblo natal y conocer a su familia. Los apartamentos de Razumovski en el Palacio de Verano estaban adjuntos a los de Isabel, y tenía acceso directo a ella. Bajo su influencia la corte vivió una época de pasión por la música y el canto.
Alekséi Razumovski no estaba interesado en política, aunque apoyaba a menudo al canciller Alekséi Bestúzhev-Riumin. Influyó en la restauración del cargo ucraniano de hetman, cargo al que accedió su hermano pequeño Kiril Razumovski, así como al de presidente de la Academia de Ciencias de Rusia. Su sobrino, Andréi Razumovski, sería el principal negociador durante el Congreso de Viena con el zar Alejandro I de Rusia.

## Últimos años y posteridad
Antes de morir, la emperatriz hizo que su sucesor, Pedro III de Rusia, prometiese no ofender a sus antiguos favoritos. En 1762, Razumovski firmó su renuncia y se trasladó desde el Palacio de Invierno al Palacio Aníchkov. Tras la llegada de Catalina II al trono, rechazó el título de alteza que le fue ofrecido. Supuestamente, Razumovski destruyó todos los documentos sobre su supuesto matrimonio con Isabel I a requerimiento de la emperatriz. Razumovski murió el 6 de julio de 1771 (17 de julio en el calendario gregoriano) en San Petersburgo.
- Datos: Q918514
- Multimedia: Alexei Grigorievich Razumovskiy / Q918514